# Flughafen (métro de Nuremberg)
Flughafen est une station de métro à Nuremberg, en Allemagne. Terminus nord de la ligne U2 du métro de Nuremberg, elle a été mise en service le 27 novembre 1999. Elle dessert l'aéroport Albrecht-Dürer de Nuremberg.